# John Quincy Smith

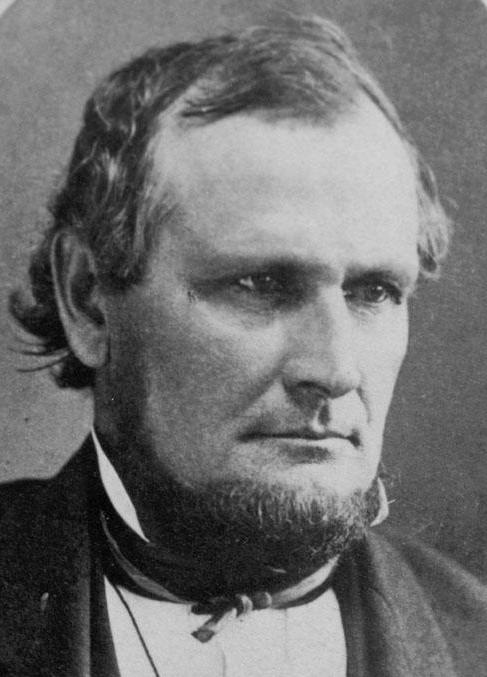
John Quincy Smith

John Quincy Smith (* 5. November 1824 bei Waynesville, Warren County, Ohio; † 30. Dezember 1901 in Oakland, Ohio) war ein US-amerikanischer Politiker. Zwischen 1873 und 1875 vertrat er den Bundesstaat Ohio im US-Repräsentantenhaus.

## Werdegang
John Quincy Smith besuchte die öffentlichen Schulen seiner Heimat und studierte danach an der Miami University in Oxford. Anschließend betätigte er sich in der Landwirtschaft. Später schlug er als Mitglied der Republikanischen Partei eine politische Laufbahn ein. Zwischen 1860 und 1861 gehörte er dem Senat von Ohio an; in den Jahren 1862 und 1863 sowie nochmals von 1872 bis 1873 saß er als Abgeordneter im dortigen Repräsentantenhaus.
Bei den Kongresswahlen des Jahres 1872 wurde Smith im dritten Wahlbezirk von Ohio in das US-Repräsentantenhaus in Washington, D.C. gewählt, wo er am 4. März 1873 die Nachfolge von Lewis D. Campbell antrat. Da er im Jahr 1874 nicht bestätigt wurde, konnte er bis zum 3. März 1875 nur eine Legislaturperiode im Kongress absolvieren. Zwischen 1875 und 1877 war Smith Indianerbeauftragter der Bundesregierung; von 1878 bis 1882 fungierte er als amerikanischer Generalkonsul in Montreal. In den 1880er Jahren wechselte er zur Demokratischen Partei. Er starb am 30. Dezember 1901 in Oakland und wurde in Waynesville beigesetzt.